# Evaristo Nugkuag Ikanan
Evaristo Nugkuag Ikanan (né en 1950) est un écologiste et défenseur des droits de l’homme péruvien, représentant de la communauté indigène des Aguarunas.
Il a étudié la médecine à Lima à la fin des années 1970.
En 1984 il fonde tout d'abord l'Association Interethnique de Développement de la Forêt Péruvienne à l'échelle péruvienne puis la Coordination des organisations autochtones du bassin amazonien (COICA) dont le but est la sauvegarde de la forêt tropicale humide de l’Amazonie et la protection des territoires des peuples indigènes face aux dégâts causés par le secteur minier, l'agroforesterie et l'élevage. Cette organisation a permis de fédérer les actions de plus d'un million de personnes de 219 tribus amérindiennes différentes sur l'ensemble du bassin amazonien.
En 1990, il fonde avec un élu municipal allemand de Francfort, Tom Kœnigs, l'Alliance du Climat, association rassemblant des villes européennes et des peuples indigènes pour promouvoir la justice environnemental.
Il remportera deux distinction, le prix Nobel alternatif en 1986 et le Prix Goldman pour l'Environnement en 1991. Ces prix auront un impact sur sa notoriété au Pérou et dans le monde, lui offrant davantage de considération de la part du gouvernement péruvien.

## Distinctions
- Prix Nobel alternatif 1986
- Prix Goldman pour l’Environnement 1991